# 水石亞飛夢
水石亞飛夢（日语：／ Atom Mizuishi，1996年1月1日—），日本男演員，出生於神奈川縣。曾隸屬STRAIGHT entertainment，現時事務所是株式会社enchante。

## 經歷
2012年，在音樂劇《網球王子》第二季中飾演柳蓮次，因此首次進入演藝圈。 2014年，在東京電視台播出的特效劇《牙狼〈GARO〉-魔戒之花-》中，他飾演與主角並肩作戰的魔界騎士吼狼。 2015年首次主演舞台劇《哈姆雷特》並首次擔任導演
。 
2017年，演出第30屆東京國際影展全球首映電影《飢餓的獅子》。 
2019年，他的首部擔任主演電影《笑聲的枝節》上映。 
2020年3月8日至2021年2月28日播出的超級戰隊系列「魔進戰隊煌輝者」中，飾演押切時雨。
2022年，與山田涼介共演電影《鋼之鍊金術師 完結篇 復仇者斯卡》以及《鋼之鍊金術師 完結篇 最後的鍊成》分別於5月20日及6月24日在日本上映。戲中他飾演艾爾凡斯·艾力克，是原著漫畫中第二男主角的角色。

## 人物
- 「亞飛夢」這個名字，是由比他大16歲的哥哥取的，意思是希望他能有一個飛越亞洲的夢想。
- 興趣是彈他，專長是劍道（1段）。最喜歡的演員是高倉健。
- 初中時期擔任劍道部隊長，並參加了縣內錦標賽。
- 喜歡貓，並飼養了一隻，名叫綺羅。

## 演出作品

### 電視劇
- 牙狼〈GARO〉～魔戒之花～（2014年4月4日 - 9月26日） 飾 烏鴉
- 牙狼〈GARO〉-魔戒烈傳- 第8話（2016年5月28日） 飾 烏鴉
- 連續劇小説 當家姐姐 第83話（2016年7月8日，NHK）
- 精靈守護者II 悲傷的破壞神 第9話（2017年3月25日，NHK）
- Cecile's Plot 第3話（2017年8月10日、富士電視台） 主演・水橋亞飛夢
- 棟居刑事之凶錄（2017年9月28日，朝日電視台） 飾 尾崎希望
- 爸爸活（2017年10月12日 - 11月30日，富士電視台） 飾 宇田川勇一
- 獵頭 第2話（2018年4月23日，東京電視台）
- 假面騎士ZI-O 第5話・第6話・第25話（2018年9月30日・10月7日・2019年3月3日，朝日電視台） 飾 佐久間龍一
- 關於遙遠地方戰爭的假新聞或故事 後編（2018年10月27日，NHK總合）
- 相棒 season17 第4話（2018年11月7日，朝日電視台） 飾 和氣健也[10][11]
- 一定要喜歡社團活動嗎？ 第9話（2018年12月18日，日本電視台） 飾 向井
- I"s（2018年12月21日 - 2019年4月26日，BS SKY PerfecTV!） 飾 鮫島
- 警察之家 第6話（2019年2月15日，TBS） 飾 中松駿
- 鬼鎮GHOSTTOWN（2019年3月23日・27日，富士電視台） 飾 中岡徹
- 輪到你了 第1話・第12話・第19話（2019年4月14日・7月7日・9月1日，日本電視台） 飾 波止陽樹
- 警視廳零系：生活安全科萬能諮詢室 SEASON4（2019年7月19日 - 9月6日，東京電視台） 飾 奧寺透
- 魔進戰隊煌輝者（2020年3月8日 - 2021年2月28日，朝日電視台） 飾 押切時雨[12]
- 劇場版公開記念!「輪到你了」完全新撮SP!（2021年12月10日，日本電視台） 飾 波止陽樹
- 非主角的女友 最終話（2021年12月27日，東京電視台） 飾 野村正太郎
- 鐵道迷道子、2萬公里 第4話（2022年1月29日，東京電視台） 飾 音鐵男子
- 家電武士（2022年4月2日 - 6月25日，BS松竹東急） 飾 平賀[13]
- 東京風雲 Season1 第7話（2022年4月21日 / 6月5日，HBO Max / WOWOW）飾 佐藤海斗
- 被討厭的監察官音無一六 season1 第2話（2022年5月13日，東京電視台） 飾 高岡充彦
- 經典杯子蛋糕（2022年8月16日 - 9月15日，富士電視台） 飾 中村 [14]
- 和帥哥一起吃飯 第10話（2022年9月11日，BS東視） 飾 清水優心[15]
- 大川與小川的省時搜查（2022年9月12日，東京電視台） 飾 近藤芳男[16]
- 愛憎 警視廳・心理分析搜查班（2022年10月11日 - 11月29日，富士電視台） 飾 三好慧
- 家電武士特別篇 停！忠臣藏（2023年1月4日，BS松竹東急） 飾 平賀
- 愛憎 警視廳・心理分析搜查班 特別篇「殺人小丑」「奇跡的親子」（2023年3月28日・29日，富士電視台） 飾 三好慧[17]
- 育嬰假刑警 第7話（2023年5月30日，NHK總合） 飾 島田友也[18]
- 體感預報（2023年8月11日 - 10月13日，每日放送） 飾 松平篤彌[19]
- 東京風雲 Season2（2024年2月8日 - 4月4日 / 4月7日 - 6月8日，HBO Max / WOWOW） 飾 佐藤海斗
- Meguru未來 最終話（2024年3月22日，日本電視台） 飾 我圖[20]）
- 辣妹刺客Everyday（2024年9月5日 - ，東京電視台） 飾 田坂[21][22]
- 大川與小川的休日搜查（2024年9月30日，東京電視台） 飾 近藤芳男
- OCTO～感情搜查官 心野朱梨～ Season2 第1話（2024年10月3日，讀賣電視台・日本電視台） 飾 朝比奈慶太[23]
- 全領域異常解決室 第8話・第9話（2024年11月27日・12月11日，富士電視台） 飾 高橋亘来[24]
- 致光之君 第46話・第47話（2024年12月1日・12月8日，NHK） 飾 藤原定賴
- 法庭之龍 第1話（2025年1月17日，東京電視台） 飾 桐丘祐也

### 電影
- 人狼遊戲：瘋狂的狐狸（2015年12月5日） 飾 椎木美孝
- 食屍鬼之怨恨百年（2016年2月19日） 飾 嵯峨陽介
- 討厭的女人（2016年6月25日） 飾 Eurian
- 屍體派對影之書[[[Wikipedia:格式手册/链接#章節|錨點失效]]]（2016年7月30日） 飾 黑崎健介
- 小林多喜二的母親（2017年2月25日） 飾 小林三吾
- 武曲 MUKOKU（2017年6月3日） 飾 迫主将
- Crono Gaizer：時空的結（2017年8月18日） 飾 ハルシオン
- 龍馬裁判（2017年8月30日） 飾 谷干城
- 飢餓的獅子（2017年10月25日） 飾 藤川弘樹
- 鋼之錬金術師（2017年12月1日） 飾 艾爾凡斯·艾力克[25]
- 等待花開時（2018年2月24日） 飾 岩崎竹生
- 殺戮重生犬屋敷（2018年4月20日） 飾 清水哲
- 老師君主（2018年8月1日） 飾 蓮
- 青夏：戀上你的30日（2018年8月1日） 飾 皆見ナミオ
- 女殺手（2018年10月27日）
- 笑いの枝折り（2019年6月26日[5]） 主演・本村卓也[5][26]
- Woman Woman Woman（2019年7月9日）
- 質疑~說謊的男人是誰？~（2019年10月4日） 飾 志賀颯太郎
- 牙狼〈GARO〉～月虹之旅人～（2019年10月4日） 飾 烏鴉
- 魔法少年☆Wild Virgin（2019年12月6日） 飾 日野健司
- 魔進戰隊煌輝者 EpisodeZERO（2020年2月8日） 飾 押切時雨[27]
- 應屆畢業生番茄醬（2020年2月21日） 飾 岩本真治
- 根矢涼香、成為電影導演。（2020年5月15日） 飾 真壁啓太
- 東京蝴蝶（2020年9月11日） 主演・仁
- 魔進戰隊煌輝者 THE MOVIE Be Bop Dream（2021年2月20日） 飾 押切時雨[28]
- 國民的選擇（2021年3月5日） 主演・高橋敦[29]
- 聽說男人的溫柔都是別有用心的（2021年6月11日） 飾 日向亮[30]
- 幪面超人聖刃 + 機界戰隊全開者 SUPERHERO戰記（2021年7月22日） 飾 押切時雨[31]
- 辣妹刺客（2021年7月30日） 飾 田坂
- 黃龍之村（2021年9月24日） 主演・北村優希
- 輪到你了劇場版（2021年12月10日） 飾 波止陽樹
- 鋼之鍊金術師 完結篇 復仇者斯卡（2022年5月20日） 飾 艾爾凡斯·艾力克[32][33]
- 鋼之鍊金術師 完結篇 最後之鍊成（2022年6月24日） 飾 艾爾凡斯·艾力克[32][33]
- 鍵（2022年6月25日、BBB） 飾 木村[34]
- 似乎解開的氣息（2022年9月3日、マグネダイズ）[35]
- 派遣死神事件簿-月花奇譚-（2022年11月18日） 飾 善吉[36]
- 末日偵探（2022年12月16日） 飾 小倉幹彦[37]
- 辣妹刺客2（2023年3月24日） 飾 田坂[38]
- 老水仙（2023年5月20日） 飾 レオ（佐藤恭介）[39]
- 忌怪島（2023年6月16日） 飾 北島弘治[40]
- 車軸（2023年11月17日） 飾 聖也 [41]
- 辣妹刺客 美好的日子（2024年9月27日公開予定） 飾 田坂[42]

### 劇場動畫
- BLUE THERMAL 青凪大學體育會航空部（2022年3月4日、東映） 飾 有坂祐介（聲演）[43]

### VR電影
- BLUE THERMAL VR -最初的天空-（2018年7月5日） 飾 倉持潤

### 網路劇
- 樂天旅遊「泡溫泉的方法」（2016年）
- 東京吸血鬼酒店（2017年6月16日、Amazon Prime Video） 飾 拉托
- GHOSTTOWN（2019年4月1日 - 5月13日、FOD） 飾 中岡徹 役
- 筋紋（2019年6月21日配信開始、U-NEXT） 飾 江原和也
- 命中註定我愛你 -You are my Destiny-（2020年2月12日配信開始、全10話、FOD） 飾 山口
- 湘南純愛組! YOUNG GTO（2020年2月28日配信開始、全8話、Amazon Prime Video） 飾 神堂寺郁也
- 網路電影「Sucker Punch」（2020年5月29日、AbemaTV） 主演・大和[44]
- 非主角的夜晚～戀愛不會突然萌生～（2021年10月11日・11月15日・12月27日、Paravi） 飾 野村正太郎
- 我變成野獸的夜晚~無名的關係~ 第6話「和前男友的晚上，我變成了一個邋遢的人」（2021年12月9日、ABEMA） 飾 麻生瞬[45]
- 與你在世界終結之日 Season3（2022年2月25日 - 4月1日、Hulu） 飾 稻葉
- 幽當娜3 幽當娜的情人節（2023年3月5日、東映特攝fans club） 飾 押切時雨[46]

### 配音
- 麻辣女配（2020年、Dar）[47][48]）

### CM
- 女神異聞錄4 黃金版（2012年4月）
- au SMAPASS / Lucky之歌「優惠券篇」（2014年4月）
- Monster Gear「是夏！是海！是Munguia！」（2015年8月）
- mixi Monster Strike（2016年8月）

### 平面廣告
- 大學受驗俱樂部（2012年6月）
- 日本煙草協會 防止未成年人吸菸學校海報（2014年6月）
- 洋服之青山（2017年8月）

## 其他作品

### 角色歌曲
| 發售日         | 商品名稱                                    | 主唱                   | 樂曲             | 備註                                 |
| -------------- | ------------------------------------------- | ---------------------- | ---------------- | ------------------------------------ |
| 2013年4月24日  | WE ARE ALWAYS TOGETHER（TYPE A／TYPE B）    |                        |                  | 音樂劇『網球王子音樂劇第二季』關連曲 |
| 2020年12月23日 | 魔進戰隊煌輝者 人物歌曲專輯                 | 押切時雨（水石亞飛夢） | 「Perfect Blue」 | 電視劇『魔進戰隊煌輝者』片尾曲       |
| 2021年2月10日  | 魔進戰隊煌輝者 全曲集 非常輝煌（我們走吧）! | 押切時雨（水石亞飛夢） | 「Perfect Blue」 | 電視劇『魔進戰隊煌輝者』片尾曲       |

### 書籍
- 水石亞飛夢1st寫真集『ATOM』（2014年12月6日）
- 水石亞飛夢2nd寫真集『堇青石 (アイオライト)』（2021年3月22日）

## 外部連結
- Atomu Mizuishi｜STRAIGHT entertainment （页面存档备份，存于）
- 水石亞飛夢的X（前Twitter）
- 水石亞飛夢的Instagram帳戶
- 水石亞飛夢的TikTok
- 水石亞飛夢 - LINE LIVE
- 水石亞飛夢在互联网电影资料库（IMDb）上的資料（英文）

| 前任： 綱啟永 （騎士龍戰隊龍裝者） | 日本超級戰隊系列藍色戰士演員 魔進戰隊煌輝者 2020年3月8日-2021年2月28日 | 繼任： 佐藤拓也 (聲演) （機界戰隊全開者） |